# 36 situaciones dramáticas
Las treinta y seis situaciones dramáticas (1895) es el título de un ensayo y la denominación de una teoría sobre poética teatral propuesta por el francés Georges Polti (1867-1946) según la cual en la escena teatral solo son posibles 36 situaciones elementales, fundamentales o básicas. Los trabajos de Polti se inspiran en los del italiano Carlo Gozzi (1720-1806) y los del alemán Johann Wolfgang von Goethe (1749-1832). La crítica moderna considera el trabajo de Polti como adelantado a su tiempo o "protoestructuralista".

## Contenido
Les 36 situations dramatiques: Maîtriser l’art narratif grâce à l’exploration des principes dramatiques (Paris: Editions du Mercure de France, 1895) presenta treinta y seis situaciones dramáticas con los roles o “elementos dinámicos indispensables” que implica cada una. Por ejemplo, la situación de la súplica requiere de un perseguidor, un implorante y un poder indeciso. Las situaciones se clasifican luego según matices (“Fugitivos implorando a un poderoso contra sus enemigos”, por caso), y para cada matiz se ofrecen ejemplos tomados del teatro universal de todos los tiempos y culturas, e incluso de cuentos, novelas o la vida real. Polti catalogó para realizar este índice más de 1200 obras.
El autor no ofrece una definición de situación dramática, pero los ejemplos abarcan tanto obras enteras (Las suplicantes, de Esquilo), como partes de obras (el acto II del The Life and Death of King John de Shakespeare), ejemplos históricos ("Embajadas de los cruzados a los musulmanes") o la vida ordinaria ("reclamación del cuerpo de un familiar muerto en el hospital"). De hecho, Polti afirma en su introducción no solo haber identificado todas las posibles situaciones dramáticas en el teatro, sino también todas las emociones que componen la vida. En cada una de sus treinta y seis divisiones, sigue subdividiendo los tipos de manera tal que en realidad serían varios centenares.
Sin embargo, estas situaciones no son categorías claras ni distintas, puesto que ciertos matices de una situación pueden afectar a otra. Así podemos “aumentar el horror” de la situación 17 “Descubrir la deshonra de los seres queridos” con la Situación 3 “Vengar un crimen” y así terminar con la situación 4 “Vengar a un ser querido”. Y algunas situaciones incluyen a otras: la 15 "Adulterio homicida" dentro de la 25, "Adulterio". Además, el mismo texto se puede emplear en dos situaciones diferentes (Hamlet se cita tanto en la situación 4 como en la situación 13).

## Influjo de esta teoría
La teoría de las treinta y seis situaciones dramáticas inspiró en particular los manifiestos del Oulipo y las obras de Étienne Souriau, pero este último, en su libro Les Deux cent mille situaciones dramatiques / Las doscientas mil situaciones dramáticas confunde (y, sin duda, deliberadamente) una situación dramática que según Polti se desarrolla en diversas acciones precisamente con estas acciones. Abrir una puerta y cerrarla son dos situaciones dramáticas para Souriau.
Por otro lado, la guionista y ensayista Marie-France Briselance adaptó el tema del libro de Polti al guion cinematográfico. Su Scenario Lessons - The 36 Dramatic Situations analiza cada una de las situaciones que se pueden encontrar en el cine o la televisión, y ejemplifica con películas antiguas o recientes (el libro es de 2006). En su opinión, una situación dramática debe estar ligada a uno o más personajes, e incluso es inseparable de ellos.

No debemos confundir situaciones dramáticas con ejes, temas o sujetos dramáticos, porque no es a la historia a la que se refieren, sino siempre a los personajes […] Este calificativo de dramático ha provocado muchas malas interpretaciones por referirse no a los personajes y a sus arquetipos, sino a las acciones. Las situaciones dramáticas no son acciones: perseguir una diligencia no es una situación dramática, es una acción; en cambio, el personaje que se encuentra dentro de la diligencia y está tratando de escapar puede ser acechado por un hombre que quiere vengar a su esposa e hijo asesinados y se encuentra en medio de un sufrimiento tan intenso que solo el logro de la venganza le permitirá pasar por la prueba del duelo. Envenenar al gato del vecino que odias es un giro argumental, pero odiar a tu madre hasta el punto de matarla es una situación trágica.

Influyó también en el ámbito anglosajón: en Christina Stead y George Pierce Baker, autor de Dramatic Technique. Sin embargo, las Situaciones han sido criticadas por ser "concatenaciones de eventos en lugar de motivos mínimos o aislables".

## Clasificación
He aquí hay un resumen, si bien la lista original contiene más detalles sobre los personajes involucrados y sus intenciones.
1. Súplica. Consta de perseguidor, implorante y autoridad indecisa. Un personaje en peligro implora a un poderoso ignorante que lo saquen de la vergüenza. El suplicante apela al poder de la autoridad para librarse del perseguidor. El poder con autoridad puede ser alguien distinto o simplemente un atributo del perseguidor, por ejemplo, un arma suspendida en su mano. El suplicante también puede desdoblarse en perseguido y en intercesor, un ejemplo de lo cual es Ester (figura bíblica) intercediendo ante el rey en nombre de los judíos para liberar al consejero principal del rey.
2. Liberación. Un desafortunado, un amenazador y un salvador. El desafortunado ha provocado un conflicto y el amenazador debe hacer justicia, pero el salvador libra al desafortunado. Ejemplos: Ifigenia en Tauride de Eurípides.
3. Vengar un crimen. Un criminal y un vengador. El criminal comete un crimen que no hará justicia, por lo que el vengador busca justicia castigando al criminal. Ejemplo: El Conde de Montecristo, de Alejandro Dumas y Auguste Maquet.
4. Vengar a un ser querido o pariente por parte de otro ser querido o pariente. Un pariente culpable; un pariente vengador; recuerdo de la víctima pariente de ambos. Es una venganza intrafamiliar. Dos entidades, el culpable y los parientes vengativos, entran en conflicto por haber cometido un delito contra la víctima, que es aliada de ambos. Ejemplo: Hamlet de Shakespeare.
5. Búsqueda: El castigo y un fugitivo de él. El fugitivo huye del castigo por un conflicto incomprendido para salvar su vida. Ejemplo: Les Misérables, de Victor Hugo. El fugitivo, teleserie.
6. Desastre, derrota, ruina, destrucción: Un poder vencido y un enemigo victorioso o un mensajero. Ocurre u ocurrirá un desastre como resultado de las acciones de un personaje. El poder vencido cae de su lugar después de haber sido derrotado por el enemigo victorioso o haber sido informado de tal derrota por el mensajero. Ejemplo: Agamenón, de Esquilo.
7. Caer preso de la crueldad o la desgracia: Un desafortunado, y un amo o una desgracia. De estar en buena situación el infortunado sufre la desgracia y / o la crueldad del amo. Ejemplo: Job (figura bíblica)
8. Rebelión o revuelta: Un tirano y un conspirador o varios. Un personaje rebelde se alza contra una autoridad superior por ejercer o poder ejercer un poder cruel o injusto. Ejemplo: Julio César de Shakespeare.
9. Empresa atrevida o audaz: Un héroe audaz, un objeto, un adversario. El líder audaz toma el objeto del adversario al vencerlo. Ejemplo: La demanda del Santo Grial, El señor de los anillos de Tolkien. Un personaje osa intentar conseguir lo inalcanzable y se transforma en héroe.
10. Raptar o secuestrar: Un secuestrador, los secuestrados, un guardián. Un personaje secuestra a otro contra su voluntad quitándoselo a su tutor, y este, transformado en héroe, lo recupera. Ejemplo, Helena de Troya o de Esparta. Modernamente, Misery, de Stephen King.
11. Resolver un enigma o acertijo: Un problema, un interrogador y un investigador. Tal vez un ayudante. El interrogador plantea un problema al investigador o buscador y le da a este elementos para alcanzar los objetivos de la investigación o búsqueda. Ejemplo: Edipo y la Esfinge, Susana y los viejos, Sherlock Holmes y la novela policiaca.
12. Obtención o conquista: Un querellante y alguno o algunos que se le opongan, o un árbitro y dos o más partes contrarias. El personaje principal intenta apoderarse de algo muy precioso o valioso que otros pretenden, por lo que se entabla una querella. Ejemplo: La manzana de la discordia.
13. Enemistad u odio entre parientes: Un pariente malévolo y un pariente odiado o que odia al malévolo que también lo odia. El pariente malévolo y el odiado, o un segundo pariente malévolo, conspiran juntos. Ejemplo: Como gustéis, de Shakespeare.
14. Rivalizar o competir entre parientes: El pariente preferido; el pariente rechazado; el objeto de la rivalidad. Un personaje quiere lograr la envidiable situación de un pariente. El objeto de la rivalidad elige al pariente preferido sobre el pariente rechazado. Ejemplo: Cumbres borrascosas.
15. Adulterio homicida: Dos adúlteros; un cónyuge traicionado. Las dos adúlteros conspiran para matar al cónyuge traicionado. Ejemplo: Clitemnestra, Egisto, Perdición. Para poseer a su amante, un personaje mata a su marido.
16. Locura: Un loco; una víctima. El loco en su locura delinque y perjudica a la víctima. Ejemplo: The Shining / El resplandor, novela de Stephen King.
17. Negligencia o imprudencia fatal: El imprudente; una víctima o un objeto perdido. El imprudente, por negligencia o ignorancia, pierde el objeto o daña a la víctima. El imprudente ha cometido un error grave o fatal. Murieron con las botas puestas, de Raoul Walsh.
18. Incesto, transgresiones imposibles entre familiares o crímenes involuntarios de amor. Un amante; una amada; un revelador. El amante y la amada, sin saberlo, han roto un tabú al consumar su relación romántica, y el revelador se lo descubre. Ejemplo: Edipo, Yocasta y el mensajero de Corinto.
19. Matar a un pariente o familiar no reconocido. El asesino; una víctima no reconocida. Un personaje mata a un pariente sin saberlo. Edipo Layo, por ejemplo.
20. Sacrificarse por el ideal: un personaje ofrece su vida por un ideal.
21. Autosacrificio por un ideal. Un héroe; un ideal; un acreedor o una persona / cosa sacrificada. El héroe sacrifica a la persona o cosa por su ideal, que luego es asumido por el acreedor. Ejemplo: el Evangelio.
22. Sacrificio total a una pasión. Un amante; un objeto de pasión fatal; la persona / cosa sacrificada. Un amante sacrifica una persona o cosa por el objeto de su pasión, que luego se pierde para siempre.
23. Sacrificio de los seres queridos en nombre del deber. Un héroe; una víctima amada; la necesidad de su sacrificio. El héroe hace daño a la víctima amada debido a la necesidad de su sacrificio por un ideal superior; el personaje sufre al tener que hacerlo.
24. Rivalidad entre inferior y superior o competir con desiguales armas. Un rival superior; un rival inferior; el objeto de la rivalidad. Un rival superior más fuerte o más listo o con más medios vence a un rival inferior menos fuerte o menos listo o con menos medios y gana el objeto de rivalidad.
25. Engaño o adulterio. Dos adúlteros; un cónyuge engañado. Dos adúlteros conspiran contra un cónyuge engañado.
26. Crímenes de amor. Un amante y la amada rompen un tabú al iniciar una relación romántica. Ejemplo: de Siegmund su hermana gemela Signy (o Sieglinde) concibe incestuosamente al héroe Sigfrido en La valquiria de Richard Wagner.
27. Descubrimiento de la deshonra o deshonor de un pariente, allegado o ser querido. Un descubridor; el culpable. El descubridor revela la fechoría o acto reprobable cometido por el culpable.
28. Amores frustrados por causa externa. Obstáculos para amar; dos amantes; un obstáculo insalvable. Dos amantes se enfrentan juntos a un obstáculo. Ejemplo: Romeo y Julieta de Shakespeare, cuyo amor es obstaculizado por la familia, la sociedad e incluso el destino.
29. Amar al enemigo. Un amante; un enemigo o enemiga amada; un odiador verdadero al enemigo. El amante y el odiador aliados poseen actitudes diametralmente opuestas hacia el enemigo o enemiga amada. El héroe ama al otro incluso si es su enemigo.
30. Ambición. Una persona ambiciosa; algo codiciado; un adversario. La persona ambiciosa busca lo codiciado y el adversario se opone. Ejemplo: Macbeth de Shakespeare. El antihéroe está dispuesto a hacer "lo necesario", cualquier cosa, para satisfacer su ambición, incluso envilecerse o perder su alma.
31. Conflicto con un dios. Un mortal, un inmortal o ser divino. Un personaje está dispuesto a enfrentarse a un dios o a Dios para satisfacer su ambición, y entran en conflicto. Atenea y Aracne; Prometeo; Jacob y el Ángel; .
32. Celos equivocados. Un celoso; un objeto por cuya posesión única es celoso; un supuesto cómplice; una causa o un autor del error. El Celoso es víctima de la causa o del autor del error, se vuelve celoso del objeto y entra en conflicto con el supuesto cómplice. Y el desprecio y los celos llevan a un personaje a realizar actos lamentables. Otelo, de Shakespeare.
33. Error judicial. El equivocado; la víctima del error; una causa o el autor del error; el culpable. Un personaje es acusado y condenado injustamente por el equivocado, que es a su vez víctima de la causa o del autor del error, y emite un juicio contra la víctima del error cuando, en cambio, debería ser contra el culpable.
34. Remordimiento. Un culpable; una víctima o pecado; un interrogador. Consumido por la culpa, un personaje se atormenta a sí mismo. El culpable daña a la víctima o comete el pecado, y está en desacuerdo con el interrogador que busca comprender la situación. Ejemplo: El mito de Bourne.
35. Reencuentro con alguien perdido. Un buscador; el encontrado. El buscador encuentra al fin al encontrado o después de una larga ausencia, los personajes se encuentran o reconocen. Por ejemplo, Un long dimanche de fiançailles, película de Jean-Pierre Jeunet.
36. Prueba del duelo por un ser querido. Un pariente asesinado; un espectador pariente; un verdugo. La matanza del pariente asesinado por el verdugo es presenciada por el pariente. Ejemplo: Braveheart.